# Patoruzú
Patoruzú est un personnage de bande dessinée comique, un héros chef indien accompagné par un gros bébé costaud dans ses aventures pour libérer son peuple opprimé. Créé en 1928 par Dante Quinterno, ce personnage est considéré comme le héros le plus populaire de la bande dessinée en Argentine. 
Patoruzú est un riche cacique Tehuelche avec de grandes propriétés immobilières en Patagonie, et possède à la fois une force physique surhumaine et un cœur charitable mais naïf. Il n'était à l'origine qu'un personnage secondaire de la série Don Gil Contento de Quinterno, mais il est devenu si populaire auprès des lecteurs que la bande dessinée a été renommée en son honneur. 

## Influence
Patoruzú a certainement influencé René Goscinny. Les personnages d’Oumpah-Pah puis d'Astérix et Obélix sont dans la lignée de Patoruzu, icône de la BD argentine signée Dante Quinterno.